# Pizsama-parti
A Pizsama-parti (eredeti cím: The Sleepover Club) ausztrál–brit televíziós filmsorozat, amelynek forgatókönyvét Sue Hore írta. A zenéjét Braedy Neal és Garry Smith szerezte, a főszerepekben Caitlin Stasey, Basia A'Hern és Ashleigh Chisholm látható. Ausztráliában 2002. november 1. és 2008. március 7. között a Nine Network tűzte műsorára.

## Szereplők
| Szereplő                    | Színész             |
| --------------------------- | ------------------- |
| Francesca 'Frankie' Thomas  | Caitlin Stasey      |
| Lydnsey 'Lyndz' Collins     | Basia A'Hern        |
| Felicity 'Fliss' Sidebotham | Ashleigh Chisholm   |
| Rosie Cartwright            | Eliza Taylor-Cotter |
| Kenny Tan                   | Hannah Wang         |
| Charlie                     | Morgan Griffin      |
| Simon                       | Nathan Coenen       |